# Csekmagusi járás
A Csekmagusi járás (oroszul Чекмагушевский район, baskír nyelven Саҡмағош районы) Oroszország egyik járása a Baskír Köztársaságban.

## Népesség
- 1970-ben 45 659 lakosa volt, melyből 28 212 tatár (61,6%), 13 970 baskír (38,4%).
- 1989-ben 32 659 lakosa volt, melyből 24 895 tatár (75,8%), 6 107 baskír (16,7%).
- 2002-ben 33 031 lakosa volt, melyből 19 510 tatár (59,07%), 11 445 baskír (34,65%), 1 028 csuvas, 586 orosz (1,77%), 172 mari.
- 2010-ben 30 780 lakosa volt, melyből 19 308 tatár (62,8%), 9 429 baskír (30,75), 965 csuvas (3,1%), 648 orosz (2,1%), 160 mari, 44 ukrán, 4 mordvin, 3 fehérorosz, 3 udmurt.

| Lakosok száma | 57 200 | 46 466 | 32 659 | 32 669 | 30 780 | 30 369 | 29 559 | 28 816 | 28 403 | 28 631 |
|               | 1939   | 1970   | 1989   | 2008   | 2010   | 2012   | 2014   | 2016   | 2018   | 2021   |